# 沙拉镇
沙拉镇，是中华人民共和国辽宁省阜新市阜新蒙古族自治县下辖的一个乡镇级行政单位。

## 行政区划
沙拉镇下辖以下地区：
上等皋村、哈桃村、沙拉乌束村、朝代营子村、六家子村、申德村、朱家洼子村、二郎庙村、北查海村、喇嘛营子村和黑虎洞村。